# Amplificador integrador
L' integrador amb amplificadors operacionals és un circuit d'integració electrònica . A partir de l'amplificador operacional (també conegut com a op-amp), realitza l'operació matemàtica d'integració respecte al temps; és a dir, la seva tensió de sortida és proporcional a la tensió d'entrada integrada al llarg del temps.

## Aplicacions
El circuit integrador s'utilitza principalment en ordinadors analògics, convertidors d'analògic a digital i circuits de conformació d'ones. Un ús comú de la forma d'ona és com a amplificador de càrrega i normalment es construeixen amb un amplificador operacional, tot i que poden utilitzar configuracions de transistors discrets d'alt guany.

## Disseny
El corrent d'entrada es compensa amb un corrent de retroalimentació negativa que flueix al condensador, que es genera per un augment de la tensió de sortida de l'amplificador. Per tant, la tensió de sortida depèn del valor del corrent d'entrada que ha de compensar i de la inversa del valor del condensador de retroalimentació. Com més gran sigui el valor del condensador, menys tensió de sortida s'ha de generar per produir un flux de corrent de retroalimentació particular.
La capacitància d'entrada del circuit és gairebé zero a causa de l'efecte Miller. Això garanteix que les capacitats perdudes (la capacitat del cable, la capacitat d'entrada de l'amplificador, etc.) estiguin pràcticament connectades a terra i no tinguin cap influència en el senyal de sortida.

### Circuit ideal
Aquest circuit funciona fent passar un corrent que carrega o descarrega el condensador {\displaystyle C_{\text{F}}} durant el temps considerat, que s'esforça per mantenir la condició de terra virtual a l'entrada compensant l'efecte del corrent d'entrada:
En referència al esquema, si se suposa que l'amplificador operatiu és ideal, la tensió a l'entrada inversora (-) es manté igual a la tensió a l'entrada no inversora (+) com a terra virtual . La tensió d'entrada passa un corrent {\displaystyle V_{\text{in}}/{R_{1}}} a través de la resistència produint un flux de corrent compensatori a través del condensador en sèrie per mantenir el terra virtual. Això carrega o descarrega el condensador amb el pas del temps. Com que la resistència i el condensador estan connectats a un terra virtual, el corrent d'entrada no varia amb la càrrega del condensador, de manera que s'aconsegueix una integració lineal que funciona a totes les freqüències
El circuit es pot analitzar aplicant les lleis de Kirchhoff a l'entrada inversora:
{\displaystyle i_{\text{1}}=I_{\text{B}}+i_{\text{F}}}
Per a un amplificador operacional ideal, {\displaystyle I_{\text{B}}=0} amperes, ja que idealment un operacional no consumirà corrent per les entrades, per tant:
{\displaystyle i_{\text{1}}=i_{\text{F}}}
A més, el condensador té una relació voltatge-corrent governada per l'equació:
{\displaystyle i_{\text{F}}=C_{\text{F}}{\frac {d(V_{\text{2}}-V_{\text{o}})}{dt}}}
Substituint les variables adequades:
{\displaystyle {\frac {V_{\text{in}}-V_{\text{2}}}{R_{\text{1}}}}=C_{\text{F}}{\frac {d(V_{\text{2}}-V_{\text{o}})}{dt}}}
Per a un amplificador operacional ideal, {\displaystyle V_{2}=0} volts, ja que l'entrada inversora i no inversora idealment sempre seràn a la mateixa tensió, per tant:
{\displaystyle {\frac {V_{\text{in}}}{R_{\text{1}}}}=-C_{\text{F}}{\frac {dV_{\text{o}}}{dt}}}
Integrant ambdues respecte el temps:
{\displaystyle \int _{0}^{t}{\frac {V_{\text{in}}}{R_{\text{1}}}}\ dt\ =-\int _{0}^{t}C_{\text{F}}{\frac {dV_{\text{o}}}{dt}}\,dt}
Si el valor inicial de {\displaystyle V_{\text{o}}} s'assumeix que és 0 volts, la tensió de sortida serà simplement proporcional a la integral de la tensió d'entrada:
{\displaystyle V_{\text{o}}=-{\frac {1}{R_{\text{1}}C_{\text{F}}}}\int _{0}^{t}V_{\text{in}}\,dt}

### Circuit pràctic
Aquest integrador pràctic intenta abordar una sèrie de defectes del circuit integrador ideal, ja que com s'ha explicat abans, en el model ideal s'han fet una sèrie d'assumpcions:
Els amplificadors operacionals reals tenen un guany finit de bucle obert, una tensió de compensació d'entrada {\displaystyle (V_{\text{OS}})} i corrents de polarització d'entrada {\displaystyle (I_{\text{B}})}, que potser no coincideix bé i es pot distingir com {\displaystyle I_{\text{B-}}} entrant a l'entrada inversora i {\displaystyle I_{\text{B+}}} entrant a l'entrada no inversora. Això pot causar diversos problemes per al disseny ideal; el més important, si {\displaystyle V_{\text{in}}=0}, tant la tensió de compensació de sortida com el corrent de polarització d'entrada {\displaystyle I_{\text{B-}}} pot fer que el corrent passi pel condensador, fent que la tensió de sortida es desviï amb el temps fins que l'amplificador operacional es saturi. De la mateixa manera, si {\displaystyle V_{\text{in}}} si un senyal centrat al voltant de zero volts (és a dir, sense un component de corrent continu ), no s'esperaria cap deriva en un circuit ideal, però pot ocórrer en un circuit real.
Per negar l'efecte del corrent de polarització d'entrada, és necessari que el terminal no inversor inclogui una resistència. {\displaystyle R_{\text{om}}=R_{1}||R_{\text{F}}||R_{\text{L}},} que simplifica a {\displaystyle R_{1}} sempre que {\displaystyle R_{1}} és molt menor que la resistència de càrrega {\displaystyle R_{L}} i la resistència de retroalimentació {\displaystyle R_{F}} . Aleshores, els corrents de polarització d'entrada ben coincidents provoquen la mateixa caiguda de tensió {\displaystyle R_{1}I_{\text{B}}} tant als terminals inversors com als no inversors, per tal de cancel·lar efectivament l'efecte del corrent de polarització a aquestes entrades.
A més, en un estat estacionari de corrent continu (CC), un condensador ideal actua com un circuit obert. El guany de CC del circuit ideal és, per tant, infinit (o a la pràctica, el guany de llaç obert d'un amplificador operacional no ideal). Qualsevol component de corrent continu (o de freqüència molt baixa) pot provocar que la sortida de l'amplificador operacional passi a la saturació. Per evitar-ho, el guany de CC es pot limitar a un valor finit inserint una resistència gran {\displaystyle R_{\text{F}}} en paral·lel amb el condensador de retroalimentació. Tingueu en compte que alguns amplificadors operacionals tenen una gran resistència de retroalimentació interna i molts condensadors reals tenen una fuita que és efectivament una gran resistència de retroalimentació.
L'addició d'aquestes resistències converteix la deriva de sortida en un voltatge d'error CC finit, preferiblement petit:
{\displaystyle V_{\text{error}}=\left({\frac {R_{\text{F}}}{R_{1}}}+1\right)\left(V_{\text{OS}}+I_{\text{B-}}\left(R_{\text{F}}\parallel R_{1}\right)\right).}
Notes sobre el desplaçament: una variació d'aquest circuit simplement utilitza una font de tensió ajustable en lloc de {\displaystyle R_{\text{om}}} i alguns amplificadors operacionals amb una tensió de compensació molt baixa potser ni tan sols requereixen una correcció de compensació. La correcció de compensació és una preocupació més gran per als amplificadors operatius més antics, especialment els tipus BJT. Un altre circuit de variació per evitar la correcció de compensació que només funciona per a senyals de corrent altern és acoblar capacitivament l'entrada amb un condensador d'entrada amb una capacitància gran abans {\displaystyle R_{1}} que, naturalment, es carregarà fins a la tensió d'offset. A més, com que l'offset pot derivar amb el temps i la temperatura, alguns amplificadors operacionals proporcionen pins de compensació nuls, que es poden connectar a un potenciòmetre l'escombreta del qual es connecta al rail d'alimentació negatiu per permetre el reajustament quan canvien les condicions. Aquests mètodes es poden combinar.

## Resposta en freqüència
Tant l'integrador ideal com el pràctic tenen un guany d'1 a una freqüència única anomenada freqüència de guany unitari {\displaystyle f_{\text{0dB}}} :
{\displaystyle f_{\text{0dB}}={\frac {1}{{2\pi }{R_{\text{1}}}{C_{\text{F}}}}}\,.}
Però la resposta general en freqüència dels dos circuits difereix a causa de les seves diferents ubicacions de pols.

### Integrador ideal
La funció de transferència de l'integrador ideal {\displaystyle {\tfrac {1}{s}}} correspon a la propietat d'integració del domini temporal de la transformada de Laplace. Ja que el seu denominador és només {\displaystyle s}, la funció de transferència té una freqüència de pols a {\displaystyle f{=}0} . Així, la seva resposta en freqüència té uns -20 dB per dècada de pendent constant a totes les freqüències i apareix com una línia amb pendent descendent en un diagrama de Bode.

### Integrador pràctic
Resistència de retroalimentació de l'integrador pràctic {\displaystyle R_{F}} en paral·lel amb el condensador de retroalimentació {\displaystyle C_{\text{F}}} converteix el circuit en un filtre actiu de pas baix amb un pol a -3 dB de freqüència de tall:
{\displaystyle f_{\text{cutoff}}={\frac {1}{{2\pi }{R_{\text{F}}}{C_{\text{F}}}}}\,.}
La resposta en freqüència té un guany relativament constant fins a {\displaystyle f_{\text{cutoff}}}, i després disminueix en 20 dB per dècada. Tot i que aquest circuit ja no és un integrador per a baixes freqüències al voltant i per sota {\displaystyle f_{\text{cutoff}}}, l'error es redueix a només el 0,5% a una dècada per sobre de {\displaystyle f_{\text{cutoff}}} i la resposta s'aproxima a la d'un integrador ideal a mesura que augmenta la freqüència. Els amplificadors operacionals reals també tenen un producte de guany-amplada de banda (GBWP en anglès) limitat, que afegeix un pol d'alta freqüència addicional. La integració només es produeix a la zona del pendent de -20 dB per dècada, que només és constant a partir de freqüències d'una dècada per sobre {\displaystyle f_{\text{cutoff}}} aproximadament una dècada per sota del GBWP de l'amplificador operacional.